# 関東職業能力開発大学校
関東職業能力開発大学校（かんとうしょくぎょうのうりょくかいはつだいがっこう、英語: Kanto Polytechnic College）は、栃木県小山市横倉三竹612-1 (地図表示) にある職業能力開発大学校。独立行政法人高齢・障害・求職者雇用支援機構が設置・運営している。略称･愛称は『関東能開大』。工業系の授業･実習が展開されている。

## 概要
関東職業能力開発大学校は、職業能力開発促進法で規定されている高度職業訓練のうち、長期間の訓練（専門課程、応用課程）及び短期間の訓練（専門短期課程、応用短期課程）を行う公共職業能力開発施設の一つ。高度技能者の養成を目的とする厚生労働省所管の省庁大学校である。なお、学校教育法に基づいた施設ではなく職業能力開発促進法により設置されているため学校教育法の適用は受けない。

### 大学校の理念
本大学校の理念は、『私たちは、社会整合性のある実践教育によって、変化に対応できる人材を育成し、社会の安定と豊かさに貢献します。』である。

## 沿革

### 年表
- 1983年（昭和58年）4月 - 小山総合高等職業訓練校の施設を継承し、小山職業訓練短期大学校として発足。
- 1993年（平成5年）4月 - 小山職業訓練短期大学校を小山職業能力開発短期大学校と名称を変更。
- 2001年（平成13年）4月 - 応用課程を設置し関東職業能力開発大学校として発足。

## 教育訓練

### 専門課程
専門課程の卒業者が公務員に採用された場合、内閣府人事院規則により文部科学省系短大卒相当と格付けされる。
機械システム系
- 生産技術科
- 制御技術科（2012年度限りで学生募集停止）

電子情報制御システム系
- 電子情報技術科

居住システム系
- 建築科

電気・電子システム系
- 電気エネルギー制御科
- 電子技術科（2008年度限りで学生募集停止）

情報システム系
- 情報技術科（2008年度限りで学生募集停止）

### 応用課程
応用課程の卒業者が公務員に採用された場合、内閣府人事院規則により文部科学省系大学卒業者相当と格付けされる。
生産システム技術系
- 生産機械システム技術科
- 生産電気システム技術科
- 生産電子情報システム技術科

居住・建築システム技術系
- 建築施工システム技術科

### 専門短期課程
2009年4月現在、専門短期課程の在職者訓練として、能力開発セミナーを実施している。

## 学校生活

### イベント･学校行事
クラスマッチ
- 6月に開催。
- 各科学年ごとに、4種類の球技で競い合う。

学園祭 (恵風祭)
- 10月に開催。

ポリテックビジョン
- 2月に開催。

## 附属施設
- 関東職業能力開発大学校附属千葉職業能力開発短期大学校